# Montagne-Saint-Émilion

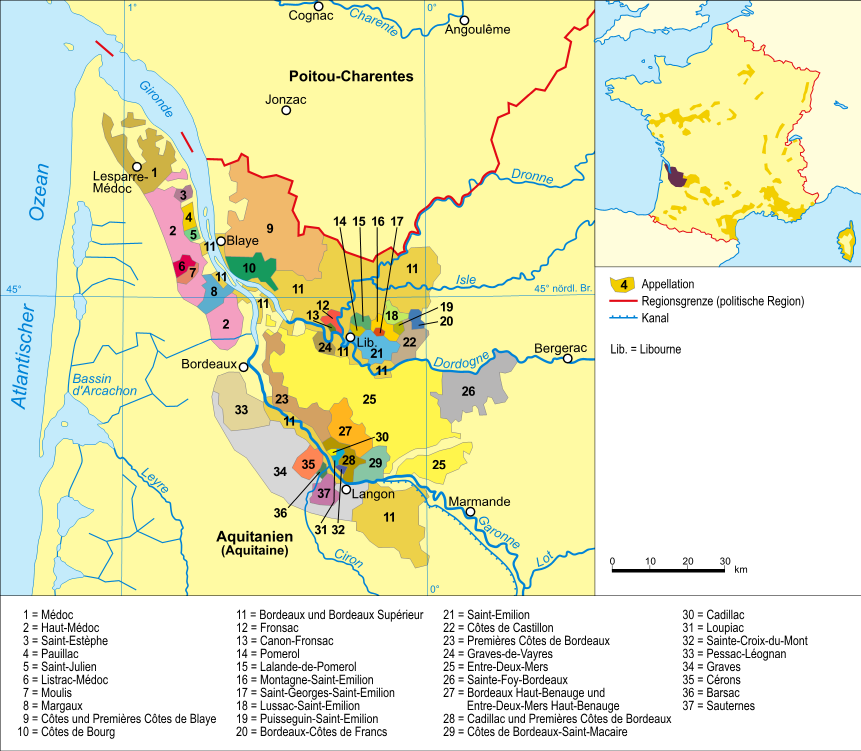
Karte – Weinbaugebiet Bordeaux

Das Weinbaugebiet Montagne-Saint-Émilion liegt im Département Gironde und ist Teil der Weinbauregion Bordeaux. Die Appellation, die seit dem 14. November 1936 über den Status einer Appellation d’Origine Contrôlée (kurz AOC) verfügt, liegt nordöstlich des Gebiets von Saint-Émilion, nur durch den kleinen Wasserlauf der Barbanne voneinander getrennt. Neben Lussac-Saint-Émilion, Puisseguin-Saint-Émilion und Saint-Georges-Saint-Émilion ist es eine der vier Satelliten Regionen, die den Namen Saint-Émilion in der Bezeichnung führen dürfen. Auf ca. 1.570 Hektar (Stand 2005) Rebfläche, die sich auf die Gemeinden Montagne, Parsac und Saint-Georges verteilt, werden jährlich ca. 92.000 Hektoliter Rotwein hergestellt. Im Jahr 2005 wurden insgesamt 74.130 Hektoliter Rotwein hergestellt.
Der Rotwein wird in der Hauptsache aus der Rebsorte Merlot gekeltert. Ihr Anteil im Verschnitt beträgt zwischen 60 und 90 Prozent, wobei der Mittelwert in der Appellation bei 75 Prozent liegt. Danach folgen die Sorten Cabernet Franc (10 bis 20 Prozent) und Cabernet Sauvignon. Zugelassen, aber kaum von Bedeutung ist die Sorte Malbec, die hier auch Pressac genannt wird. Die Erntebeschränkung liegt bei 45 Hektoliter/Hektar, ein Wert, der jedoch seit Jahren mit ca. 58 Hektoliter/Hektar deutlich überschritten wird. Der Most muss vor der Vergärung über einen Mindestzuckergehalt von 171 g/l (siehe hierzu auch den Artikel Mostgewicht) und der fertig vergorene Wein über einen Mindestalkoholgehalt von 10 Volumenprozent verfügen.
Der Wein kann einige Jahre gelagert werden und sollte bei einer Trinktemperatur von 15 bis 16 °C genossen werden.
Die bekanntesten Weingüter sind Château Calon, Château Faizeau, Château Maison-Blanche, Château Montaiguillon (eines der wenigen Weingüter, wo der Anteil der Cabernetsorten überwiegt), Château Roudier, Château Rocher Corbin, Château Teyssier und Château des Tours.